# Fufu
Fufu (hoặc fufuo, foofoo, foufou /ˈfuˌfu/ foo-foo listenⓘ) là một loại bánh không nhân được làm từ bột ngũ cốc hoặc chuối và sắn trộn với nước rồi quết mịn, được tìm thấy trong nền ẩm thực ở khu vực Tây Phi. Đó là một từ tiếng Twi có nguồn gốc từ người Akan ở Ghana. Từ này đã được mở rộng để bao gồm một số biến thể được tìm thấy ở các quốc gia châu Phi khác, bao gồm Sierra Leone, Guinea, Liberia, Bờ Biển Ngà, Burkina Faso, Benin, Togo, Nigeria, Cameroon, Cộng hòa Dân chủ Congo, Cộng hòa Trung Phi, Cộng hòa Congo, Angola và Gabon.
Mặc dù nguyên liệu ban đầu của món fufu là sắn, chuối và khoai môn sọ, khoai mỡ (Ghana), nhưng nó cũng được làm theo những cách khác nhau ở các quốc gia Tây Phi khác. Ở Ghana, Bờ Biển Ngà và Liberia, họ sử dụng phương pháp trộn và giã riêng từng phần sắn luộc với chuối xanh hoặc khoai môn sọ, hoặc bằng cách trộn sắn/chuối hoặc bột khoai môn sọ với nước và khuấy đều trên bếp lửa. Độ dày của chiếc bánh sau đó được điều chỉnh theo sở thích cá nhân và được ăn cùng với súp giống như nước dùng. Ở Nigeria, fufu (akpu) chỉ được làm từ sắn lên men nên nó có độ đặc độc đáo so với ở các nước Tây Phi khác. Nó được ăn với nhiều loại súp với rau, nhiều thịt bò và cá. Trong những năm gần đây, các loại bột khác, chẳng hạn như semolina, bột bắp hoặc chuối nghiền, có thể thay thế bột sắn. Điều này phổ biến đối với những người ở cộng đồng hải ngoại hoặc các gia đình sống ở thành thị. Các gia đình ở nông thôn có đất nông nghiệp vẫn duy trì công thức sử dụng sắn ban đầu. Theo truyền thống, Fufu được ăn bằng tay và có thể chấm một viên nhỏ vào súp hoặc nước sốt đi kèm.

## Tên gọi
- Angola: funge, fúngi
- Benin: santana, foufou
- Cameroon: couscous, couscous de manioc
- Cộng hòa Trung Phi: foufou
- Cộng hòa Dân chủ Congo và Cộng hòa Congo: fufú, moteke, luku
- Gabon: foufou
- Ghana: fufu, fufuo, sakɔro
- Guinea: foufou
- Haiti: tomtom
- Bờ Biển Ngà: foutou, foufou
- Liberia: fufu
- Mozambique: sadja, sadza, xima
- Nigeria: fufu, akpụ, ụtara, loi-loi, swallow
- Sierra Leone: foofoo
- Togo: foufou

## Ở châu Phi
Trước khi các thương nhân Bồ Đào Nha giới thiệu sắn đến châu Phi từ Brasil vào thế kỷ 16, fufu chủ yếu được làm từ khoai môn sọ, chuối và khoai mỡ. Phương pháp ăn fufu truyền thống là kẹp một ít fufu ra bằng tay phải và tạo thành một quả bóng tròn dễ nuốt, sau đó được nhúng vào xúp trước khi ăn.

### Ở Bờ Biển Ngà
Từ foutou thường được sử dụng ở Bờ Biển Ngà. Foufou của người Bờ Biển Ngà là loại chuối ngọt được nghiền đặc biệt, trong khi foutou là một loại bột nhão đậm hơn được làm từ nhiều loại thực phẩm chủ yếu khác nhau như khoai, sắn, chuối, khoai môn hoặc hỗn hợp của bất kỳ thứ nào trong số đó.
Ở các vùng nói tiếng Pháp của Cameroon, nó được gọi là "couscous" (dễ nhầm lẫn với món ăn couscous ở khu vực Bắc Phi).
Mặc dù người dân ở Đông và Nam Phi có vẻ nhầm lẫn giữa fufu (hoặc fufuo) với loại ngô hoặc món bột ngô được gọi là ugali hoặc nshima, nhưng thực tế không phải vậy. Chúng đều giống nhau hay đúng hơn, ugali hoặc nshima có thể được tìm thấy ở Ghana, nơi nó được gọi là akple, nsihoo (etsew không có cám ngô) hoặc tuo zaafi, được làm từ bột ngô chưa lên men không giống như các loại thực phẩm bột ngô lên men khác như etsew, dokuno (kenkey), banku, fonfom, trong số những món khác tại Ghana.

### Ở Ghana

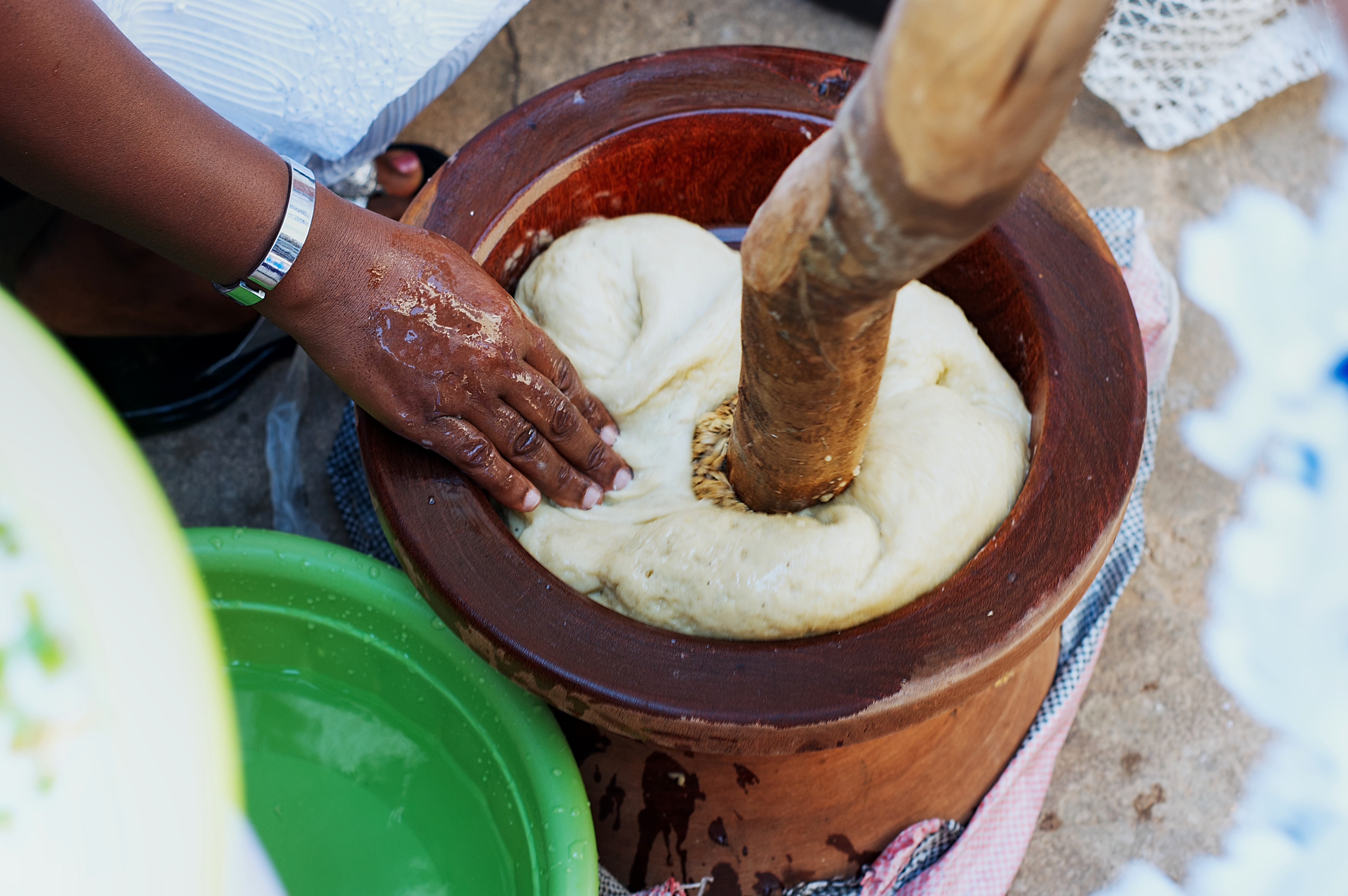
Làm fufu ở Ghana

Trong tiếng Twi, fufu hoặc fufuo có nghĩa là "nghiền hoặc trộn", một loại thực phẩm chủ yếu mềm và nhão. Nó được cho là bắt nguồn từ nơi ngày nay là Ghana, bởi người Ashante, người Akuapem, Akyem, người Bono và người Fante của nhóm dân tộc Akan và hiện được chấp nhận rộng rãi trên toàn quốc. Theo nhà sử học Miller, "từ Fufu theo nghĩa đen có nghĩa là màu trắng trong tiếng Twi." và có khả năng bắt nguồn từ màu trắng của thành phần sắn trong món fufu của người Ghana. Ở Ghana, nó được làm từ sắn luộc và/hoặc các loại củ khác như chuối hoặc khoai môn sọ. Nó chủ yếu được giã với nhau trong một chiếc vữa (woduro) bằng gỗ được sản xuất tại địa phương bằng chày gỗ (woma). Giữa các lần chày, hỗn hợp được đảo bằng tay và thêm nước dần dần cho đến khi trở thành một hỗn hợp sền sệt và mềm. hỗn hợp sau đó được tạo thành một tấm tròn và phục vụ. Việc phát minh ra máy làm fufu đã khiến việc chuẩn bị tốn it công sức hơn. Thức ăn được tạo thành được ăn cùng với súp lỏng (nkwan) chẳng hạn như súp nhạt (nkrakra nkwan), abenkwan (súp hạt cọ), nkatenkwan (súp bơ đậu phộng) và súp abunubunu. Ngày nay, món này còn có trong ẩm thực Bénin, ẩm thực Cameroon, ẩm thực Guinea, ẩm thực Cộng hòa Dân chủ Congo, ẩm thực Nigeria, và ẩm thực Togo, ăn kèm với xúp ớt cay, đậu bắp hoặc các món hầm khác. Sự phổ biến của Fufu ở các tiểu vùng Tây Phi đã được ghi nhận trong văn học do các tác giả ở khu vực. Ví dụ: nó được đề cập trong Things Fall Apart của Chinua Achebe: Fufu là món ăn chính của Đế quốc Ashanti. Ở Ghana, fufu, còn được gọi là fufuo, có màu trắng và dính (nếu chuối không được trộn lẫn với sắn khi giã).

### Ở Nigeria
Ở Nigeria, fufu hay akpu là một loại thực phẩm phổ biến được làm từ sắn tươi hoặc sắn lên men. Phiên bản Fufu của Nigeria khác với phiên bản của Ghana. Tuy vậy, nó là thực phẩm chủ yếu ở cả hai quốc gia. Akpu, được viết chính xác là akpụ, trong tiếng Igbo nghĩa là sắn. Món ăn này cần vài ngày để hoàn thành, là một loại bột nhão ướt thường được ăn cùng xúp egusi. Theo truyền thống, Akpu được làm bằng cách gọt vỏ và rửa sắn sống cho đến khi nó có màu trắng. Sau đó, ngâm sắn trong nước 3–4 ngày, sắn sẽ được lên men và trở nên mềm. Sau đó nó được lọc bằng bầu hoặc rây xốp. Nước thừa sẽ nhanh chóng thoát ra ngoài bằng cách đổ hỗn hợp ướt vào bao tải, trên đó đặt một vật nặng và phẳng (ví dụ: tấm ván và gạch). Sau đó, bột nhão được giã và nặn thành những hình tròn lớn rồi đun nhỏ lửa từ 30–60 giây, sau đó được giã kỹ để tránh vón cục, nặn lại thành những hình tròn nhỏ hơn, đun sôi trong 10–15 phút rồi giã cho đến khi mịn. Món ăn này rất phổ biến trên khắp Nigeria, đặc biệt là ở phía Đông.

## Ở Vùng biển Caribe
Ở các quốc gia vùng biển Caribe có người gốc Tây Phi, chẳng hạn như Cuba, Jamaica, Cộng hòa Dominica, Haiti và Puerto Rico, chuối, sắn hoặc khoai mỡ được nghiền với các nguyên liệu khác. Ở Cuba, món ăn vẫn giữ nguyên tên gốc châu Phi, được gọi đơn giản là fufú hoặc có thêm phần mở rộng như fufú de platano hoặc fufú de platano pintón. Trên các hòn đảo khác,  fufú  có tên mangú ở Cộng hòa Dominica, mofongo và funche ở Puerto Rico. Điều khiến món "fufú" vùng Caribe khác biệt với khu vực Tây Phi là kết cấu chắc hơn với hương vị đậm đà hơn. Khi di chuyển khỏi Cuba, lõi của fufú ít bánh mà có khối lượng nhất quán hơn.
Ở Haiti, nó được gọi là tonm tonm và foofoo. Nó chủ yếu được làm từ sa kê nhưng có thể được làm từ chuối hoặc khoai mỡ và thường được phục vụ với món hầm hoặc súp làm từ đậu bắp. Nó chủ yếu được tiêu thụ ở các vùng cực nam của Haiti, cụ thể là Grand'Anse và Sud. Thành phố Jérémie được coi là thủ đô của món tonmtonm Haiti.
Mofongo Puerto Rico, để phù hợp với truyền thống ẩm thực được cải tiến của vùng Caribe, có xu hướng hướng tới món fufú có mật độ cao hơn nhiều và gia vị đậm đà. Trong khi vẫn giữ nét đặc trưng châu Phi dễ thấy, mofongo đã vay mượn truyền thống của nền ẩm thực ở bán đảo Iberia để tạo ra món ăn làm từ chuối xanh và vàng chiên, sắn hoặc sa kê. Không giống như món fufú mềm mại hơn của vùng Caribe và Tây Phi, mofongo nhìn chung cứng hơn và giòn hơn. Để chế biến món mofongo, chuối xanh được chiên giòn một lần chứ không phải tostones chiên hai lần. Tiếp theo, chúng được nghiền trong 'pilon' (vữa) với tỏi băm nhỏ, muối, tiêu đen và dầu ô liu. Sau đó, hỗn hợp nghiền thu được sẽ được ép và vo tròn thành một quả cầu rỗng. Thịt, theo truyền thống là chicharrón, sau đó được nhồi vào những viên chuối xanh chiên giòn. Một số công thức nấu ăn yêu cầu thịt hoặc rau salsa criolla (liên quan đến nước xốt Creole của Mỹ) đổ lên trên. Trong món "mofongo relleno" thời thượng hơn, đặc trưng của miền tây Puerto Rico, hải sản ở khắp mọi nơi, bên trong và bên ngoài, như đã trích dẫn trước đây, được tẩm gia vị và nhồi thịt rồi ngâm trong nước luộc gà. Vì quá trình chuẩn bị phức tạp và các thành phần của món ăn, nhà thơ và blogger Arose N Daghetto đã gọi mofongo là một loại "fufú paella" và gọi nó là "ông bố lớn của fufú". Mặc dù gắn liền với việc chiên, luộc và nướng mofongo chuối có trước mofongo chiên và vẫn được ưa chuộng nhưng lại hiếm thấy ở Puerto Rico. Một món ăn gọi là funche được làm từ khoai môn, chuối xanh và vàng luộc rồi nghiền với bơ, tỏi và mỡ lợn từng rất phổ biến ở Puerto Rico. Sau khi nghiền, nó được vo thành từng viên và ăn với nước dùng làm từ hạt vừng. Funche được viết trong sách dạy nấu ăn đầu tiên của Puerto Rico vào khoảng những năm 1800, nhưng có lẽ có thể bắt nguồn từ những nô lệ châu Phi trên đảo. Funche ngày nay ở Puerto Rico là bột ngô nấu với nước cốt dừa và sữa.
Nước sốt rau hoặc fufú ở Khối Thịnh vượng chung Caribe không được chiên trước. Chuối không được sử dụng nhiều vì nó được sử dụng trong rất nhiều món ăn khác. Fufu thường là một phần hoặc được thêm vào nước xốt của xúp hoặc dùng kèm với món xúp. Ở Antigua và Barbuda, fufu được phục vụ như một phần của món ăn quốc gia nhưng được gọi là nấm và được làm bằng bột bắp và đậu bắp. Tương tự, ở Barbados, nó được dùng như một phần của món ăn quốc gia và được gọi là cou-cou và thay vào đó sử dụng bột bắp hoặc ít phổ biến hơn là sa kê, giống như một số món ăn khác ở các quần đảo Caribe thuộc Anh.

## Dinh dưỡng
Về dinh dưỡng, 100g fufu khô chứa 2g protein, 0,1g chất béo và 8g carbohydrate. Có 267 kcal trong khẩu phần 100g fufu với nước. Fufu có hàm lượng cholesterol thấp và giàu kali, thường được bác sĩ kê cho những người bị hạ Kali máu.

## Hình ảnh

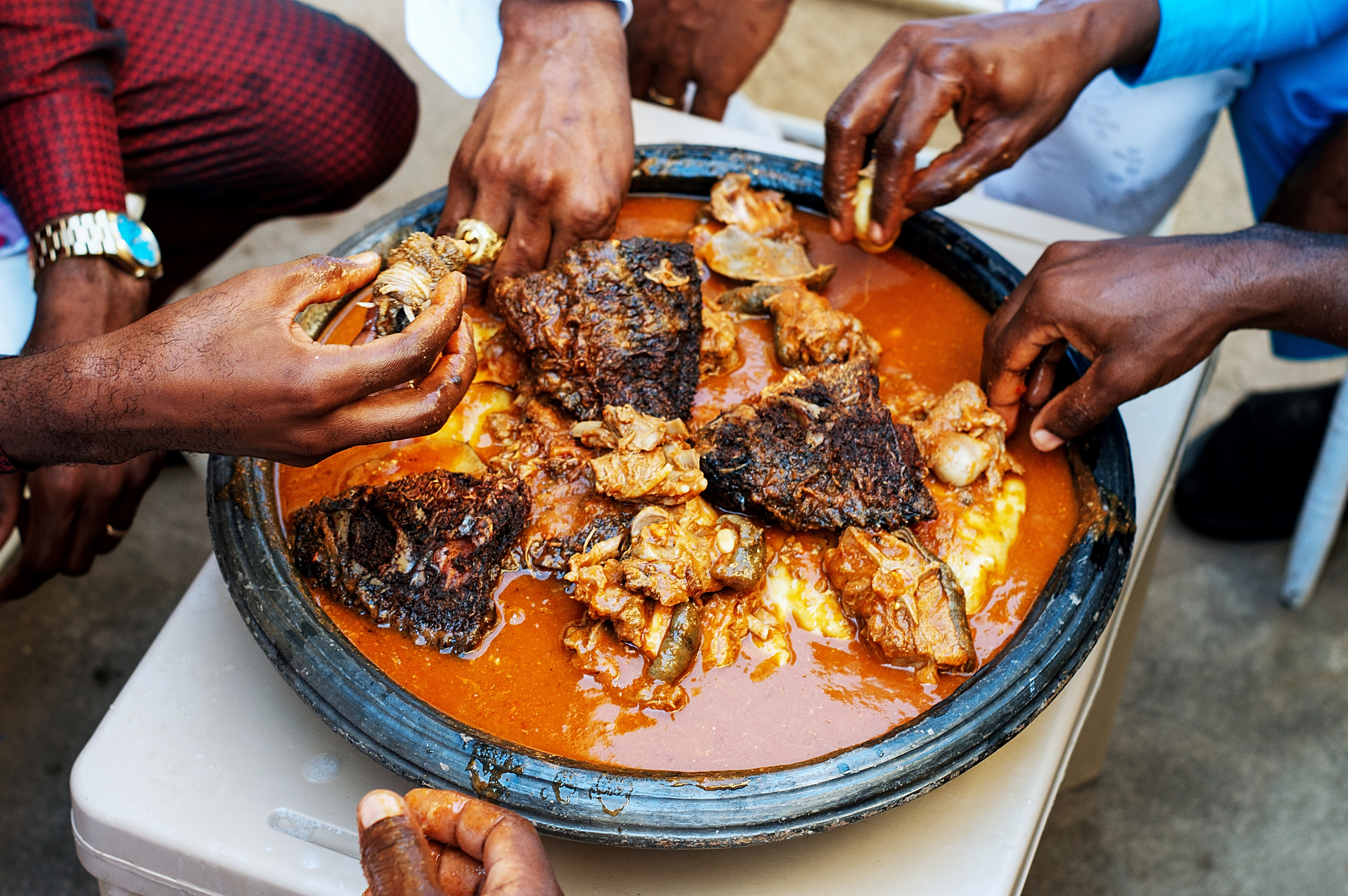
Một gia đình thưởng thức món fufu
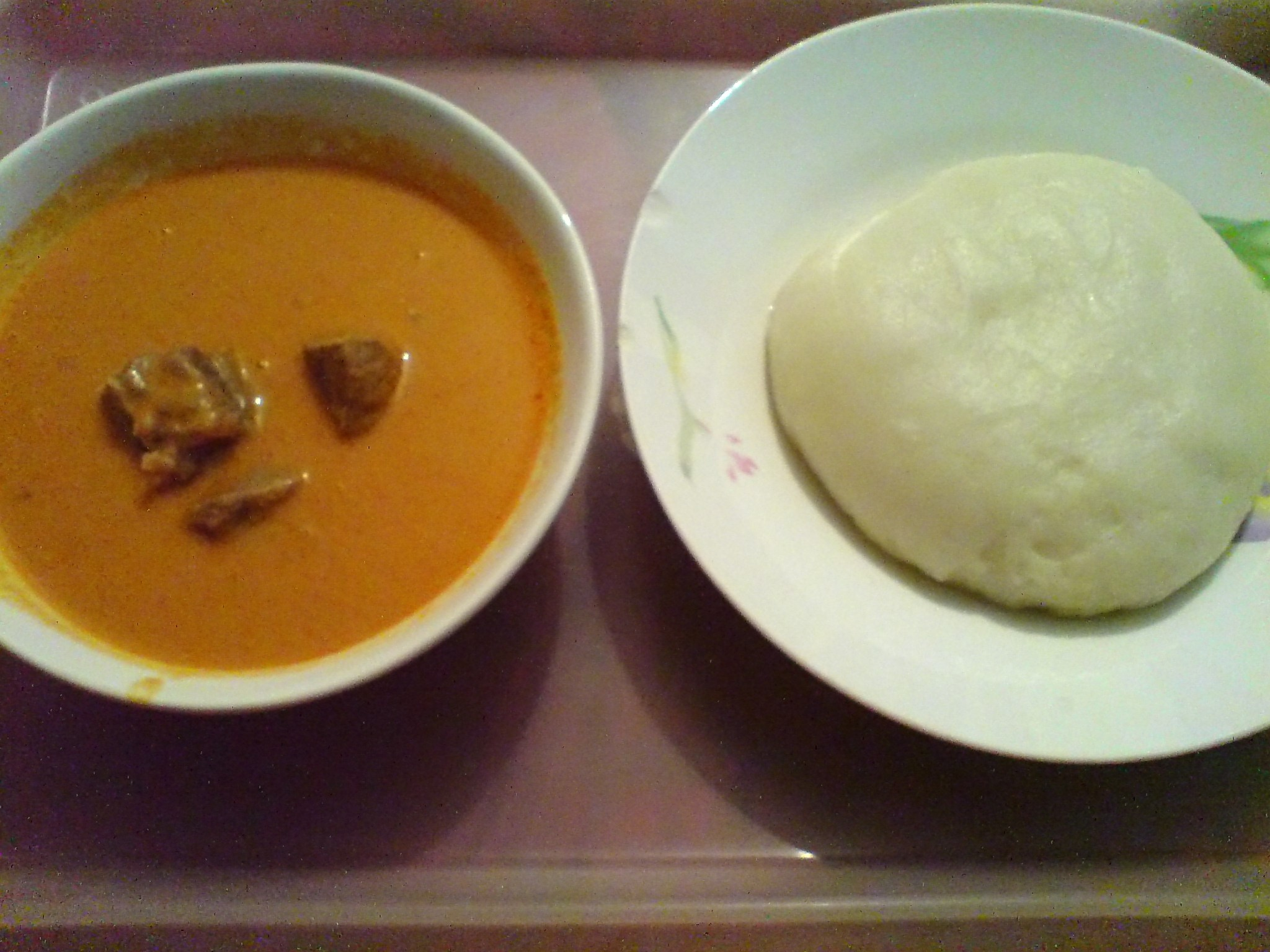
Một đĩa fufu (phải) kèm theo xúp đậu phộng
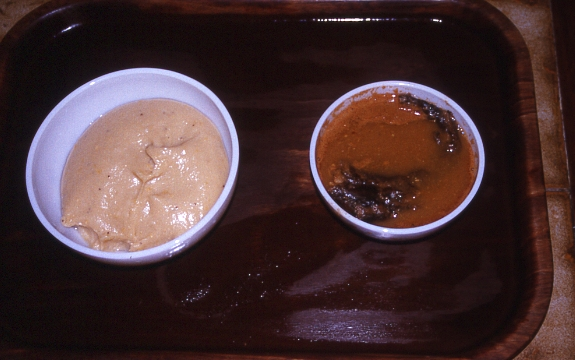
Fufu (trái) và xúp hạt cọ (phải)
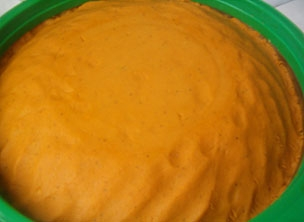
Fufu
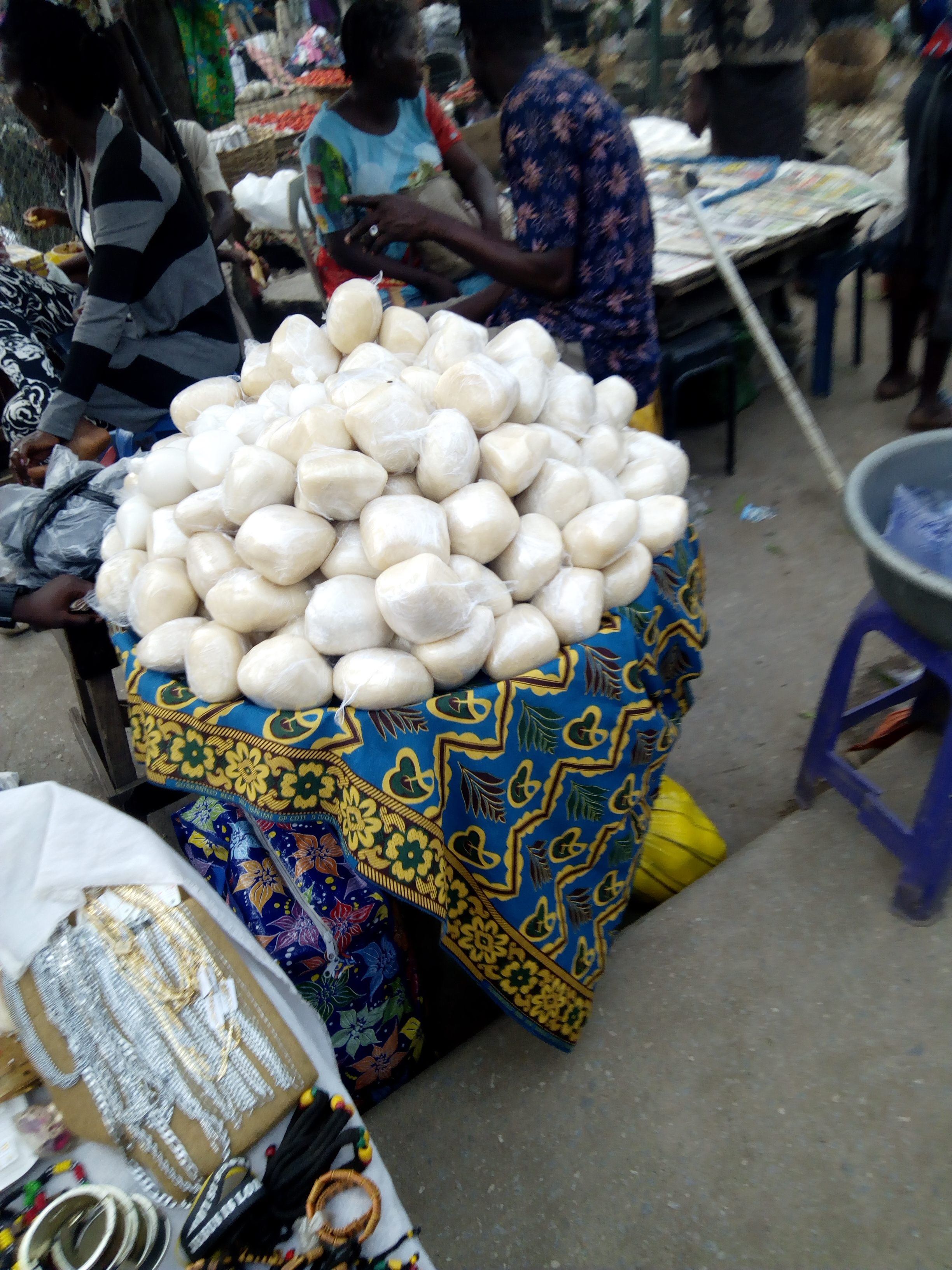
Fufu được bán trên đường phố ở Lagos
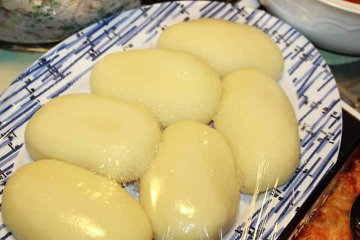
Một đĩa fufu được bọc trong màng bọc thực phẩm
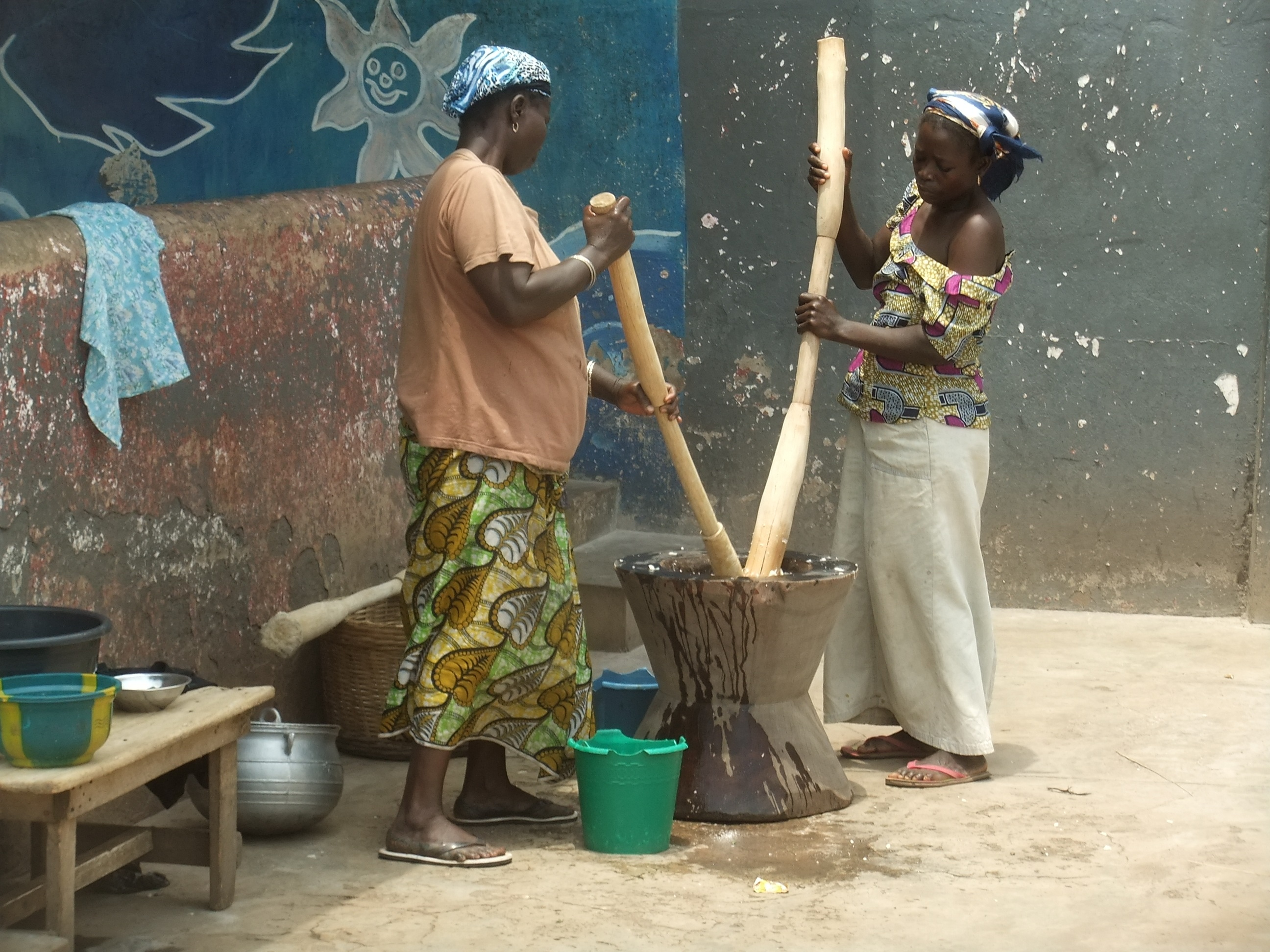
Chuẩn bị fufu ở Togo
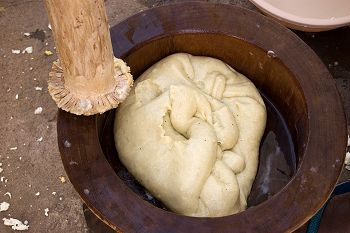
Chùy gỗ và cối để giã fufu
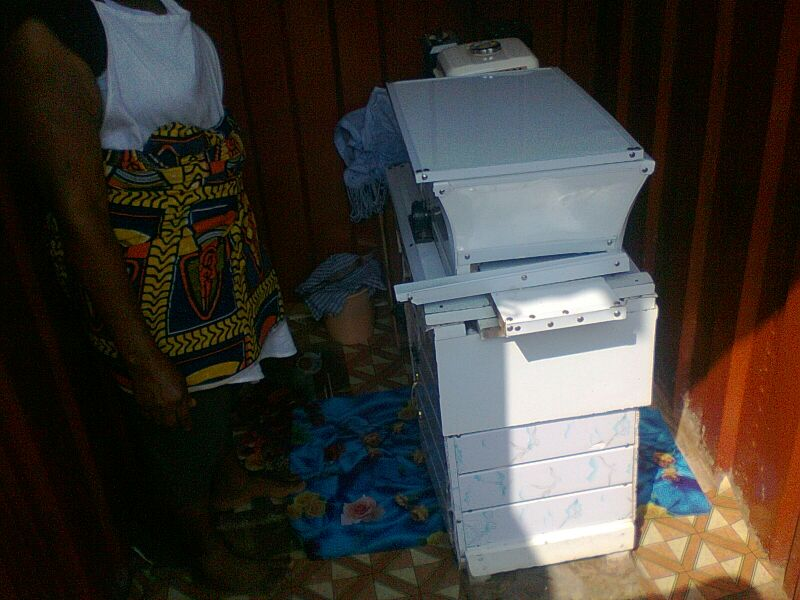
Máy làm fufu được sử dụng bởi một người bán đồ ăn đường phố
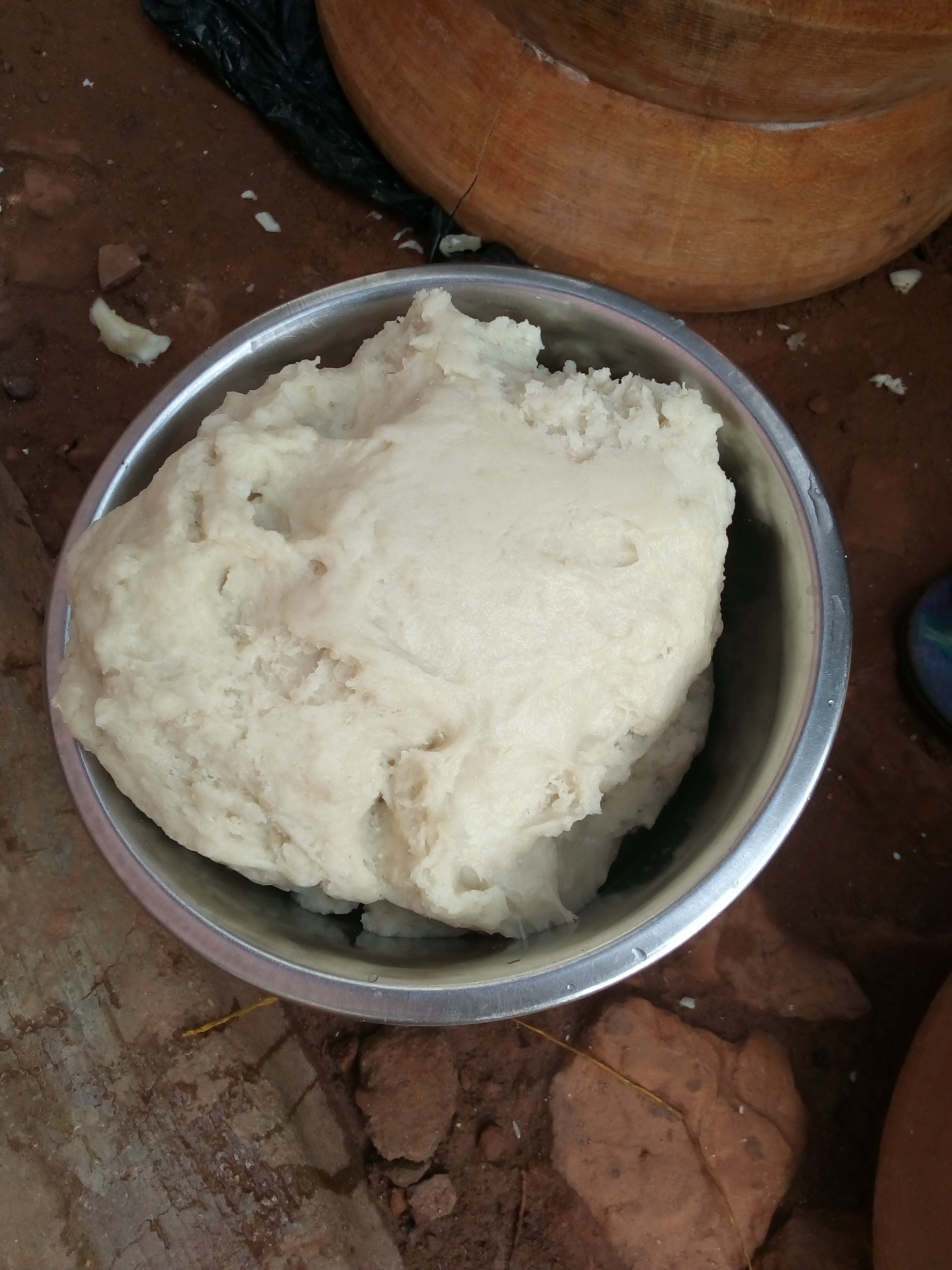
Fufu đã được giã
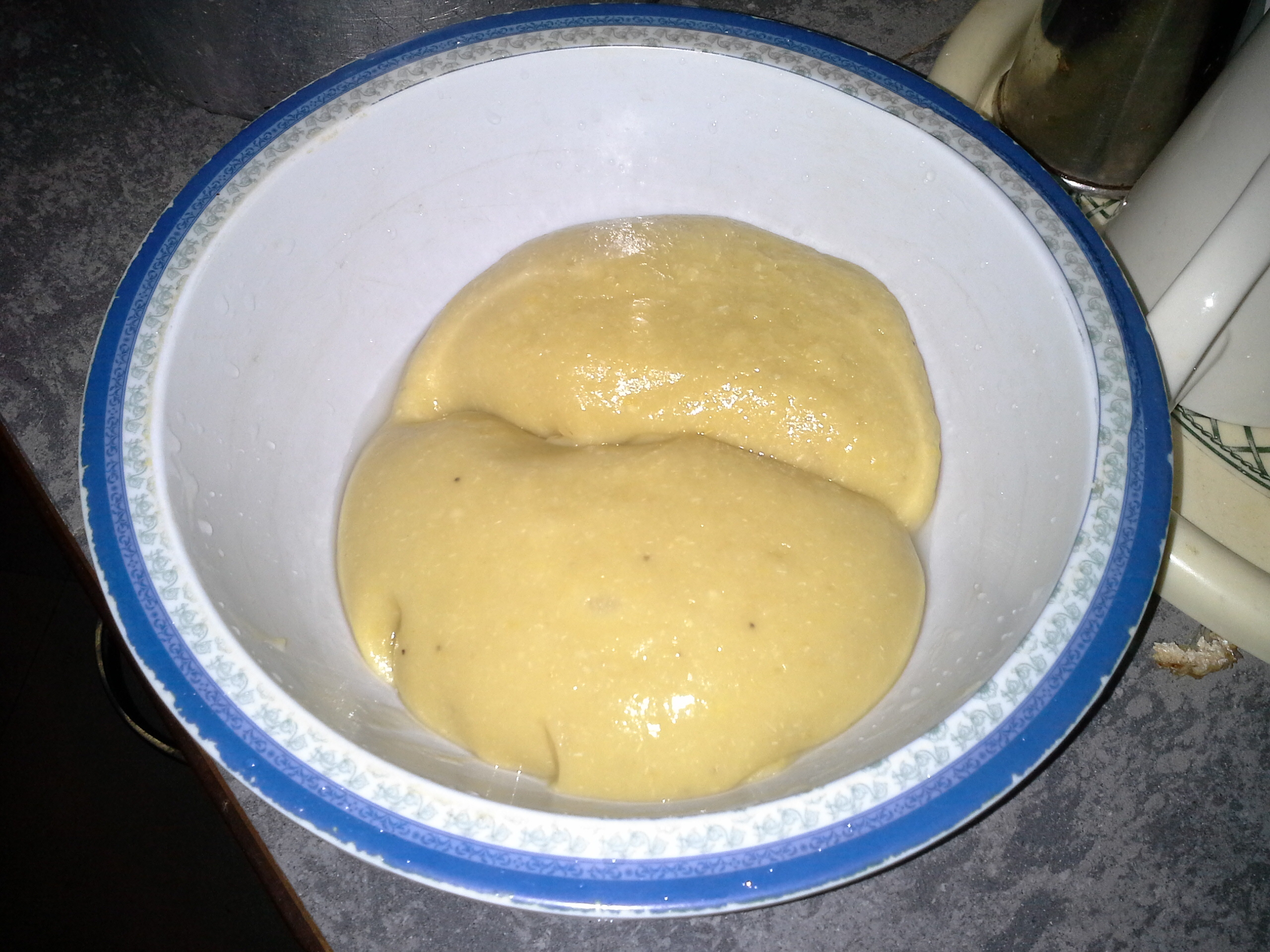
Fufu ở Ghana
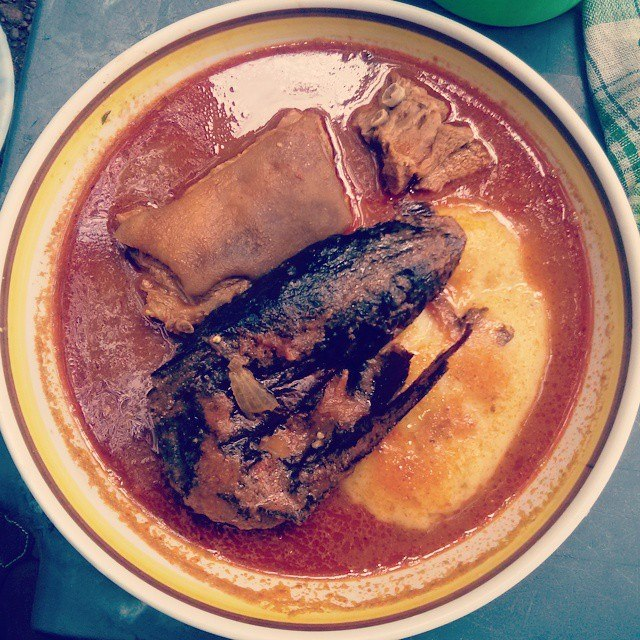
Fufu Ghana với xúp, thịt dê và cá hun khói
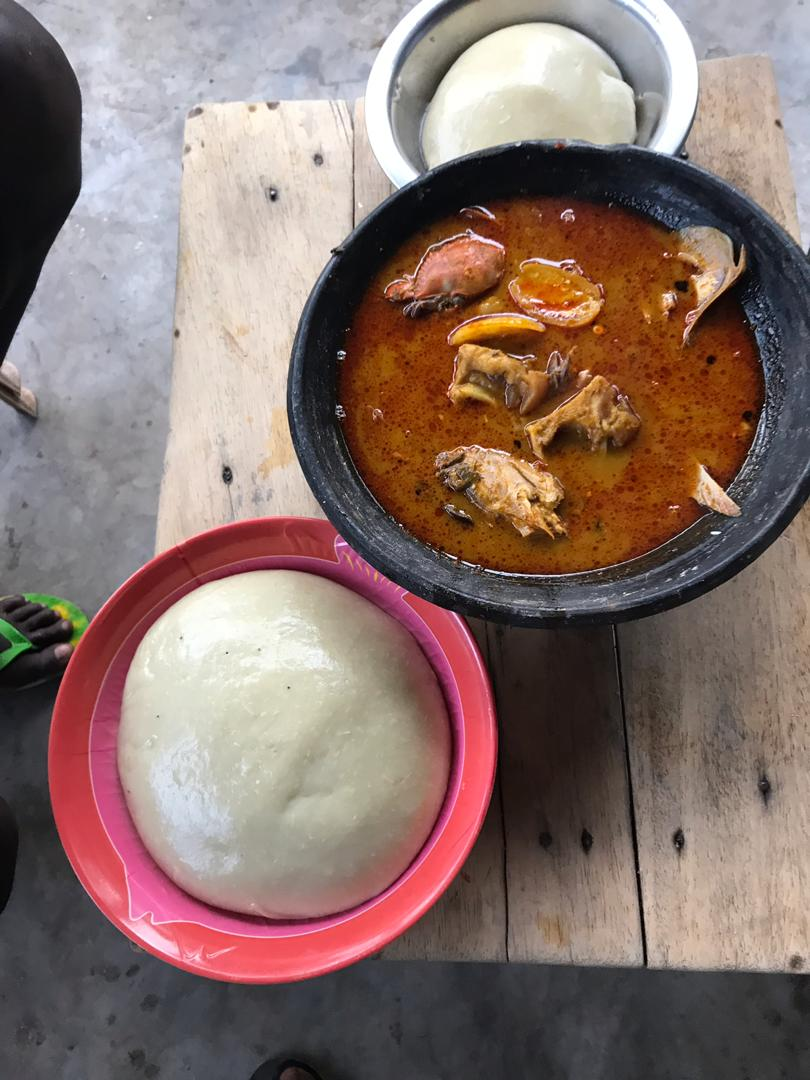
Fufu và xúp ở asanka